# دولت‌خانه
دولت‌خانه در واژه به معنای دربار سلطنتی است. دولت به معنای شکوه و عظمت و خوشبختی و نیز به معنای حکومت به کار می‌رود.
هم‌چنین دولت‌خانه نام قدیم عمارت عالی‌قاپو نیز بوده‌است.